# Nördliches Bockkarkees
Nördliches Bockkarkees är en glaciär i Österrike. Den ligger i den centrala delen av landet, 300 km väster om huvudstaden Wien. Nördliches Bockkarkees ligger 2 948 meter över havet.
Terrängen runt Nördliches Bockkarkees är huvudsakligen bergig. Nördliches Bockkarkees ligger uppe på en höjd. Runt Nördliches Bockkarkees är det ganska glesbefolkat, med 29 invånare per kvadratkilometer.. Närmaste större samhälle är Bruck an der Großglocknerstraße, 19,4 km norr om Nördliches Bockkarkees. 
Trakten runt Nördliches Bockkarkees består i huvudsak av gräsmarker.